# Дмитришин Володимир Степанович
Володимир Степанович Дмитришин (нар. 31 липня 1967, Владивосток, Приморський край, РРФСР, СРСР) — український науковець та державний службовець, фахівець з питань інтелектуальної власності. Кандидат юридичних наук, доцент.

## Освіта
1

## Трудова діяльність
1985 — Криворізький турбінний завод «Восход», газоелектрозварник,
Після служби в Радянській армії працював газоелектрозварником на Дзержинському рудоремонтному заводі.
1989–1995 — служба в органах внутрішніх справ спочатку МВС СРСР, а потім МВС України.
З 1995 року працював в м. Київ на посадах юриста, директора.
1998–2002 — начальником патентно-ліцензійної служби СП «Квазар-Мікро ІВМ» та помічником голови Ради підприємців при Кабінеті Міністрів України.
Вересень 2002 — постановою Кабінету Міністрів України призначений на посаду заступника голови Державного департаменту інтелектуальної власності.
15 березня 2011 року Указом Президента України № 311/2011 призначений заступником Голови Державної служби інтелектуальної власності України.

## Публікації
Автор близько 20 публікацій, серед яких книга:
- Дмитришин В. С. Інтелектуальна власність на програмне забезпечення в Україні/ В. С. Дмитришин, В. І. Березанська. — К.: Вірлен, 2005. — 304 с.

## Громадська діяльність
- Заступник директора громадської організації Об'єднання підприємців «Ділова ініціатива» (2000–2002).

## Інше
Представник у справах інтелектуальної власності (патентний повірений України) (2002).

## Родина
Одружений. Виховує сина і доньку.

## Знання мов
Володіє англійською мовою, але не використовує її за призначенням.

## Відзнаки і нагороди
- Орден Святого Архистратига Михаїла (2004).

Має п'ятий ранг державного службовця.